# Marvel NOW!
Bei Marvel NOW! (auch Marvel Now) handelte es sich um einen Neubeginn der Superhelden-Comicserien des US-amerikanischen Verlages Marvel Comics. In den USA fand der Neustart im Oktober 2012 statt, etwa ein Jahr nach dem vergleichbaren Ereignis The New 52 beim Konkurrenten DC Comics. Die Veröffentlichung der deutschsprachigen Ausgaben begann im Juli 2013.

## Deutschsprachige Veröffentlichungen
Im deutschen Raum erscheinen nicht alle Serien des Neustarts, verantwortlich für die Auswahl ist Panini Comics aus Stuttgart. Einen Schwerpunkt bilden die fünf Hauptserien Spider-Man, Avengers, Iron Man/Hulk, Die neuen X-Men und Wolverine/Deadpool. Diese erscheinen als monatliche Heftserien, jeweils beginnend mit einer Nummer 1. Darüber hinaus erscheinen weitere Serien zweimonatlich oder in Form von Sonderbänden.